# Zuzanna Morawska
 (juillet 2024).
Zuzanna Morawska est une écrivaine pour enfants et adolescents et militante de l'éducation polonaise née le 11 août 1840 à Sokołówek (pl) et morte le 6 janvier 1922 à Mława.

## Biographie
Son père est Franciszek Morawski.
Entre 1886 et 1898, elle dirige avec W. Rafalska un pensionnat secret sous le nom Szkoła Rzemiosł (en français : « École des métiers »). Elle est active dans la Société de bienfaisance de Varsovie (pl). En 1905, elle est arrêtée et emprisonnée jusqu'en 1906.
Elle collabore avec les hebdomadaires Przyjaciel Dzieci (pl) et Bluszcz (pl).

## Postérité
Une cité scolaire à Mława dont elle est la marraine porte son nom,.
Une rue à Mława porte son nom.